# Litocorsa seychellensis
Litocorsa seychellensis is een borstelworm uit de familie Pilargidae. Het lichaam van de worm bestaat uit een kop, een cilindrisch, gesegmenteerd lichaam en een staartstukje. De kop bestaat uit een prostomium (gedeelte voor de mondopening) en een peristomium (gedeelte rond de mond) en draagt gepaarde aanhangsels (palpen, antennen en cirri).
Litocorsa seychellensis werd in 2003 voor het eerst wetenschappelijk beschreven door Darbyshire & Mackie.